# XPath
In informatica XPath è un linguaggio, parte della famiglia XML, che permette di individuare i nodi all'interno di un documento XML. Le espressioni XPath, a differenza delle espressioni XML, non servono a identificare la struttura di un documento, bensì a localizzarne con precisione i nodi.
XPath è nato originariamente dall'esigenza di fornire una sintassi e un comportamento comune fra XPointer e XSL; solo successivamente è stato adottato dagli sviluppatori come metodo di interrogazione dei dati in formato XML. La versione 1.0 di XPath è diventata uno standard W3C il 16 novembre 1999.

## Notazione
Il tipo più comune di espressione XPath (e quella che ha dato origine al suo nome) è la path expression. Una path expression è scritta come una sequenza di passi per raggiungere un nodo XML, partendo dal nodo corrente (percorso "relativo"). In alternativa è possibile utilizzare dei percorsi "assoluti" utilizzando come riferimento la radice del documento. Gli elementi sono separati dal carattere '/'. Ogni elemento ha tre componenti:
- Axis Specifier
- Node test
- Predicato

Sono state definite due notazioni:
1. Sintassi abbreviata, compatta, che permette la realizzazione di costrutti intuitivi e facilmente realizzabili;
2. Sintassi completa, più complessa, che contiene maggiori opzioni, in grado di specificare con più particolarità gli elementi.

### Sintassi abbreviata
La notazione abbreviata permette molte differenti sintassi per i casi comuni. L'XPath più semplice ha una forma del tipo:
- /A/B/C

che seleziona gli elementi di C che sono figli degli elementi B che sono figli dell'elemento A che rappresenta la radice del documento XML. La sintassi XPath è stata progettata per imitare la sintassi del URI (Uniform Resource Identifier) e quella usata per indicare i file o le directory nei file system.
Le espressioni più complesse possono essere costruite specificando un Axis differente da un semplice nome o predicato, che può essere scritto fra parentesi quadre dopo tutta l'espressione. Per esempio:
- A//B/*[1]

seleziona il primo elemento ("[1]"), figlio di B, indipendentemente dal suo nome, e dal numero di nodi che intercorrono tra A e B (//).  Da notare che l'espressione non inizia con "/", quindi A è un nodo del contesto corrente.

### Sintassi espansa
Nella sintassi completa, i due esempi qui sopra sarebbero scritti:
- /child::A/child::B/child::C
- child::A/descendant-or-self::B/child::node()[1]

In questo caso, ad ogni punto del XPath, l'Axis (per esempio child o descendant-or-self) è specificato esplicitamente, seguito da :: ed ancora seguito dal test del nodo, come A o node() degli esempi sopra citati.

## Axis
L'Axis indica il senso di percorrenza dell'albero del documento XML. Gli Axis disponibili, nella sintassi completa ed abbreviata, sono:
childdefault, non specificato nella sintassi abbreviata
attribute@
descendantnon disponibile nella sintassi abbreviata
descendant-or-self//
parent..
ancestornon disponibile nella sintassi abbreviata
ancestor-or-selfnon disponibile nella sintassi abbreviata
followingnon disponibile nella sintassi abbreviata
precedingnon disponibile nella sintassi abbreviata
following-siblingnon disponibile nella sintassi abbreviata
preceding-siblingnon disponibile nella sintassi abbreviata
self.
namespacenon disponibile nella sintassi abbreviata
Ad esempio, usando la seguente sintassi abbreviata, //a/@href si seleziona un attributo denominato href in un qualunque elemento a dell'albero del documento. L'Axis self è più comunemente usato per riferirsi al nodo attualmente selezionato. Per
esempio, h3[.='See also'] seleziona un elemento denominato h3 nel contesto corrente, il cui testo è uguale a "See also".

## Node Test
I node test possono controllare nomi specifici di nodi o espressioni più generali. Nel caso di un documento XML in cui il prefisso del namespace gs è stato definito, //gs:enquiry troverà tutti i nodi enquiry di quel namespace.
Altri node test sono:
comment()trova un nodo di commento XML, per esempio <!-- Commento -->
text()trova un nodo di tipo testo, per esempio hello in <k>hello</k>
processing-instruction()trova istruzioni di processamento XML come <?php echo $a;?>. In questo caso ('php').
node()trova il nodo.

## Predicati
Espressioni di qualunque entità possono essere indicate fra parentesi quadre, le quali dovranno essere soddisfatte affinché il nodo possa essere preso in considerazione. Ad esempio //a[@href='help.php'], che abbinerà un elemento con un attributo href di cui il valore è help.php.
Non c'è limite al numero di predicati e non devono essere limitati all'ultimo elemento di un'espressione XPath. Possono anche essere annidati. I percorsi specificati nei predicati faranno riferimento al contesto del relativo punto (cioè quello immediatamente prima del test del nodo).
//a[@href='help.php'][../div/@class='header']/@target selezionerà il valore dell'attributo target di un elemento a, se l'elemento ha un attributo href il cui valore è help.php e se il parent è un elemento div che ha un attributo class di valore header

## Funzioni ed operatori
XPath 1.0 definisce quattro tipi di dati: node-set (insiemi di nodi senza ordine intrinseco), stringhe, numeri e booleani.
Gli operatori disponibili sono:
- Operatori "/", "//" e [...] usati nelle espressioni del percorso, come precedentemente descritto.
- Un operatore di unione, "|", che forma l'unione di due node-set.
- Operatori booleani "and" e "or" e la funzione "not()".
- Operatori aritmetici "+", "-", "*", "div" e "mod".
- Operatori di confronto "=", "!=", "<", ">", "<=", ">=".

La function library include:
- Funzioni per manipolare stringhe: concat(), substring(), contains(), substring-before(), substring-after(), translate(), normalize-space(), string-length()
- Funzioni per manipolare numeri: sum(), round(), floor(), ceiling()
- Funzioni per accedere alle proprietà dei nodi: name(), local-name(), namespace-uri()
- Funzioni per accedere a informazioni del contesto del nodo: position(), last()
- Funzioni per la conversione dei tipi: string(), number(), boolean()

Alcune delle funzioni più comuni sono dettagliate successivamente. Per una descrizione completa, si veda il documento di riferimento del W3C

### Funzioni su i nodi
position()restituisce un numero che rappresenta la posizione di questo nodo rispetto ai relativi fratelli dal XPath a questo punto.
count(node-set)restituisce il numero di nodi che corrispondono alla relativa richiesta

### Funzioni per la manipolazione di stringhe
string(object?)converte ognuno dei quattro tipi di dati di XPath in una stringa. L'argomento può essere un XPath, nel qual caso i nodi abbinati sono convertiti in stringa.
concat(string, string, string*)concatena tutte le stringhe.
contains(s1, s2)restituisce true se s1 contiene s2.
normalize-space(string?)tutti i whitespace all'inizio e alla fine vengono rimossi e tutte le sequenze di whitespace sono sostituite da un singolo spazio. È molto utile quando l'XML originale dev'essere ben formattato, in grado di rendere ulteriormente fidata elaborazione della stringa.

### Funzioni booleane
not(boolean)nega tutta l'espressione booleana.

### Funzioni numeriche
sum(node-set)Converte i valori della stringa di tutti i nodi trovati, in numeri, quindi restituisce la somma di questi numeri.
Le espressioni possono essere generate usando gli operatori: =, !=, <=, <, >= e >. Le espressioni booleane possono essere unite con le parentesi () e combinate con operatori booleani and, or e not().
I calcoli numerici possono usare *, +, -, div e mod. Le stringhe possono consistere di tutti i caratteri di Unicode.
All'interno o all'esterno dei predicati, interi node-set possono essere uniti usando il carattere | ("pipe").
v[x or y] | w[z] restituirà un singolo node-set con tutti gli elementi di v che hanno come figli elementi y o x, insieme a tutti gli elementi di w che hanno figli z, trovati nel contesto corrente.
//item[@price > 2*@discount] seleziona gli item di cui l'attributo price è maggiore del doppio del valore dell'attributo discount.

## Esempi pratici
Analizziamo ora un semplice documento XML per capire meglio come accedere ai dati in esso contenuti.
```
 
<?xml version="1.0"?>

 
<listautenti>

  
<account
 
user=
"fabio"
>

    
<mail>
fabio@esempio.com
</mail>

    
<nome>
Fabio
 
V.
</nome>

    
<principale>

      
<indirizzo>

        
<via>
Via
 
Vai
 
1
</via>

        
<cap>
98100
</cap>

        
<citta>
Messina
</citta>

      
</indirizzo>

      
<telefoni>

        
<fisso>
090123456
</fisso>

        
<cellulare
 
gestore=
"aaa"
>
3001234567
</cellulare>

      
</telefoni>

    
</principale>

    
<altrirecapiti>

      
<ufficio>

        
<indirizzo>

          
<via>
Via
 
di
 
Qua,
 
2
</via>

          
<cap>
98100
</cap>

          
<citta>
Messina
</citta>

        
</indirizzo>

        
<telefoni>

          
<fisso>
09078901
</fisso>

          
<fax>
3001234567
</fax>

        
</telefoni>

      
</ufficio>

    
</altrirecapiti>

  
</account>

 
</listautenti>

```

/listautenti/account//telefoni/*restituisce la lista di tutti i nodi all'interno del nodo telefoni, in questo caso fisso, cellulare e fax.
/listautenti/account//indirizzo/..restituisce tutti i nodi che contengono un nodo indirizzo al loro interno, l'impiego dell'Axis // fa sì che vengano individuati anche nodi di livelli differenti purché all'interno di account.
string(descendant::nome[1])restituisce il valore della stringa del primo elemento nome che incontra, in questo caso Fabio V..